# Mengyelejevo (Permi határterület)
Mengyelejevo (orosz nyelven: Менделеево) település Oroszország Permi határterületén, a Karagaji járásban.
Lakossága: 3169 fő (a 2010. évi népszámláláskor).

## Fekvése
A Permi határterület nyugati részén, Permtől 75 km-re nyugatra, Karagaj járási székhelytől kb. 10 km-re délkeletre, a Vezsa folyó partján helyezkedik el. Vasútállomás a transzszibériai vasútvonal Perm–Verescsagino közötti szakaszán. A településen vezet keresztül az R243-as főút (oroszul: P243).

## Története
1899-ben, a Perm–Kotlasz vasútvonal építésekor keletkezett és az ott épülő vasútállomással együtt a közeli Szavino faluról nevezték el. 1914-ben változtatták nevét Mengyelejevóra Dmitrij Ivanovics Mengyelejev orosz kémikus, a periódusos rendszer megalkotója emlékére, aki ott járt 1899-ben a vasútvonal építkezésének befejezésekor. 

## Közlekedés
A település fontos közlekedési központ és raktározási bázis a fő közlekedési útvonalaktól távol eső Komi-Permják körzet számára. Mengyelejevóból főút vezet a körzet központjába, Kudimkarra és az északi járási székhelyekre. Permből napnta több autóbuszjárat indul Mengyelejevóba (főúton 100 km) és tovább Kudimkarra.